# Halothan
Halothan ist ein halogenierter Kohlenwasserstoff, der als Inhalationsanästhetikum verwendet wurde.

## Geschichte
Halothan wurde erstmals 1951 im Auftrag der Imperial Chemical Industries in London von Charles Walter Suckling (1920–2013) synthetisiert. Seit seiner ersten klinischen Anwendung unter dem Handelsnamen als Fluothane am 20. Januar 1956 durch J. Raventós, der das Halothan zunächst mit Suckling pharmakologisch erprobt hatte, und Michael Johnstone in Manchester wird es als nach Chloroform erstes klinisch längerfristig verwendetes und brauchbares halogeniertes Inhalationsanästhetikum, das über die Atemwege zugeführt wird, eingesetzt. Es ersetzte bereits 1957 weitgehend den Äther und hatte unter anderem den Vorteil, dass es im Gemisch mit Sauerstoff nicht entflammbar war. Halothan ist in Europa und den USA dann 20 bis 25 Jahre später weitgehend von den neueren halogenierten Anästhetika (Flurane wie Isofluran, Sevofluran und Desfluran) abgelöst worden. Halothan wurde 1997 in die Liste der unentbehrlichen Arzneimittel der Weltgesundheitsorganisation aufgenommen.

## Gewinnung und Darstellung
Die industrielle Synthese von Halothan erfolgt ausgehend von Trichlorethylen, welches mit Fluorwasserstoff in Gegenwart von Antimontrichlorid bei 130 °C zu 2-Chlor-1,1,1-trifluorethan reagiert. Dieses reagiert dann mit Brom bei 450 °C weiter zu Halothan.

## Eigenschaften

### Erwünschte Eigenschaften
Halothan ist eine farblose Flüssigkeit mit süßem Geruch. Da Halothan sehr lichtempfindlich ist, wird es meist in braunen Flaschen gelagert. Halothan ist gut blut- und fettlöslich. Es flutet im Blut recht schnell an und ab, weshalb es als Narkosemittel besonders geeignet ist. Außerdem bildet es keine explosiven Gemische, lässt sich mit Distickstoffmonoxid (N2O) kombinieren (Dosisreduktion möglich) und ist ein äußerst potentes Inhalationsnarkotikum. Der therapeutische Bereich liegt etwa bei 0,5–1 % atm. Alveolarkonzentration. Zudem kann es zur Durchbrechung eines Status asthmaticus bzw. Behandlung eines Bronchospasmus eingesetzt werden.

### Unerwünschte Eigenschaften
Halothan weist, wie fast alle Narkotika, eine geringe therapeutische Breite auf und bewirkt einen dosisabhängigen Blutdruckabfall. Die Herzfrequenz bleibt unter Halothan gleich oder nimmt ab. Des Weiteren sensibilisiert Halothan den Herzmuskel gegen Katecholamine, weshalb es auch zu Herzrasen kommen kann. Bei der Metabolisierung (etwa 15–20 %) in der Leber werden Bromidionen frei, die in größeren Mengen toxisch wirken, Allergien auslösen können und das Immunsystem supprimieren. In seltenen Fällen (1:10.000) entwickelt sich (als allergische Reaktion) eine Halothan-Hepatitis, weshalb empfohlen wird, Patienten nur alle drei Monate mit Halothan zu narkotisieren. Hier ist festzuhalten, dass das Personal, anders als der Patient, sehr stark belastet sein kann.
Unter der Verwendung von Halothan kann es zur malignen Hyperthermie kommen.
Halothan verliert als Narkotikum immer mehr an Bedeutung, da halogenierte Ether wie Enfluran, Isofluran oder Sevofluran deutlich bessere pharmakologische Eigenschaften besitzen.
Die atmosphärische Lebensdauer beträgt ein Jahr, das Treibhauspotential (GWP) 50 und die Emissionen liegen bei 250 Tonnen pro Jahr.

## Handelsnamen
Halothan ist in Deutschland und in der Schweiz nicht mehr im Handel. Es war unter den Namen Fluothane (D), Narcotan (D) und Halothane BP (CH) verfügbar.